# Alexandre Konstantinovitch Petrov
Pour les articles homonymes, voir Alexandre Petrov.
Alexandre Konstantinovitch Petrov (en russe : Александр Константинович Петров), né le 17 juillet 1957 à Pretchistoïe (ru) (oblast de Iaroslavl), est un dessinateur et réalisateur de film d'animation russe.

## Biographie
Il a fait des études artistiques, notamment au VGIK (école nationale russe du cinéma et de la TV). Il a été l'élève de Youri Norstein.
Après avoir réalisé ses premiers films en Russie, c'est au Canada qu'il adapte le roman Le Vieil Homme et la Mer. Techniquement impressionnant, ce film est réalisé entièrement en peinture à l'huile sur verre. Il a été largement récompensé, notamment aux Oscars (Oscar du meilleur court métrage d'animation 2000), aux prix Jutra et au Festival international du film d'animation d'Annecy 2000,.

## Filmographie
- 1989 : La Vache (Корова , Karova)
- 1992 : L'Homme ridicule (Сон смешного человека, Son smechnovo tcheloveka)
- 1997 : La Sirène (en) (Русалка, Roussalka)
- 1999 : Le Vieil Homme et la Mer (Старик и море) (d'après Ernest Hemingway)
- 2003 : Jours d'hiver (participation)
- 2006 : Mon amour (Моя любовь, Moya lioubov)